# Хорошкевич, Леонид Николаевич
Леони́д Никола́евич Хорошке́вич (11 (24) октября 1902, Москва — 25 января 1956, там же) — советский художник реалистического направления.

## Биография
Родился в дворянской семье украинского происхождения, отец — архитектор, мастер модерна Н. П. Хорошкевич. Среднее образование получил в гимназии Репман. С детства приобщился к миру искусства благодаря отцу и крестному, И. П. Машкову. Исполняя желание сына, Н. П. Хорошкевич в 1916 году привел 13-летнего подростка в студию К. Ф. Юона. С 17 лет занимается преподаванием рисунка и черчения: в детской колонии «Марфино» (1919—1920 гг.), в свибловской школе (1920—1922 гг.). Одновременно продолжает образование в мастерских В. Н. Мешкова, П. И. Келина, в Первых государственных свободных художественных мастерских (б. Строгановское училище) и на графическом и живописном факультетах ВХУТЕМАСа, где был учеником А. Е. Архипова (до 1924 г.). В 1924—1926 годах служит в Красной Армии, одновременно оформляя многотиражку «Сигнал» и журнал «Геодезист».
По окончании военной службы возобновляет преподавательскую деятельность в кусковской школе (1926—1930 гг.); фабрично-заводском училище метростроевцев (1930—1935 гг.) и Московском художественном училище памяти 1905 года. Активно участвует в выставках Московского товарищества художников и общества «Жар-цвет», работает как график-станковист и иллюстратор, затем увлекается живописью. С 1931 года — член Всероссийского комитета советских художников, затем Московского товарищества художников. В 1935 году награждён почетным знаком Моссовета за участие в оформлении станций Московского метро. В 1939—1941 годах преподает в Центральном художественно-промышленном училище (Строгановское училище). Во время войны остается в Москве и осенью 1942 года поступает в Центральную студию изобразительных искусств ВЦСПС, где поработал преподавателем до её закрытия в 1948 году, позднее в студиях ЦДСА, театральных художников и модельеров. В это время попал под проработки в ходе «кампании по борьбе с космополитизмом» за «буржуазный формализм и эстетизм». В 1955 году исключен из МОСХ.
Был женат на Анне Валентиновне Чёрной (15.V.1899-7.VI.1991), дочь — крупный российский историк Анна Хорошкевич (1931-2017). Был близким другом Даниила Андреева.
Похоронен на Новодевичьем кладбище.